# تیل برونر
تیل برونر (انگلیسی: Till Brönner؛ زادهٔ ۶ مهٔ ۱۹۷۱) موسیقی‌دان و نوازنده ترومپت اهل آلمان است. وی از سال ۱۹۹۱ میلادی تاکنون مشغول فعالیت بوده‌است.